# Мезокліза
Мезокліза (порт. Mesóclise) — особливість португальської мови, що полягає в постановці ненаголошеного особистого займенника -доповнення між інфінітивом і дієслівним закінченням. Подібне явище спостерігається, коли дієслово, до якого відносяться займенники, стоїть у формі Futuro do Presente do Indicativo або Condicional Simples (наприклад, te-ei — «я тобі допоможу», te-ia — «я б тобі допоміг»).
Своїм існуванням мезоклізу зобов'язана походження зазначених форм із поєднання інфінітиву смислового дієслова з формами дієслова haber: ayudar + hei > ayudaei.
Мезокліза зустрічається в книжково-письмовому мовленні, а розмовної мови її вживання не властиве.
Поряд з мезоклізою існують такі варіанти постановки ненаголошеного особистого займенника-доповнення, як прокліза (коли займенник ставиться перед дієсловом) і енкліза (коли займенник слідує за дієсловом).